# Orient Express
Orient Express je jedan od najslavnijih vlakova u povijesti željeznice. Njegova ruta se mijenjala mnogo puta kroz povijest. Orient Express je postao sinonim za luksuzno putovanje vlakom, iako to u početku nije bio. Prvobitno je vlak vozio od Pariza do rumunjskog grada Giurgiu, ali Orient Express najčešće povezuje dva grada: Pariz i Istanbul.

## Kronika
Važniji događaji povezani s ovim vlakom:
- 4. listopada 1883. – Polazak prvog Orient Expressa iz pariškog kolodvora Gare de Strasbourg prema gradu Varna u Bugarskoj
- 1889. – polazak prvog Orient Expressa iz Pariza prema Istanbulu
- 1891. – Orient Express napadaju lopovi
- 1892. – u vlaku izbija epidemija kolere
- 1906. – nakon otvaranja tunela Simplon uvodi se Simplon-Orientexpress
- 1914. – Prvi svjetski rat, simplonski pravac se obustavlja
- 1919. – ponovno otvorenje simplonskog pravca
- 1924. – Arlberg- Orientexpress prometuje po prvi puta
- 1929. – Orient Express je zapao u snijeg u Turskoj na pet dana, što je inspiriralo Agathu Christie za pisanje svog romana "Ubojstvo u Orijent Expressu"
- 1931. – teroristički napad mađarske zavjere sa smrtnim slučajevima
- 1939. – u Drugom svjetskom ratu se privremeno ukida promet
- 1962. – Simplon- Orient Express prometuje posljednji put
- 1975. – Filmsko ostvarenje "Ubojstvo u Orient-Expressu" od 1974. je nominiran za Oscara
- 1977. – CIWL-Orientexpress prometuje zadnji put
- 1977. – Vlak postaje Nostalgie-Istanbul-Orient-Express i putuje kao luksuzni posebni vlak privatne tvrtke (TransEurop-Eisenbahn AG, Basel).
- 1982.- uz NIOE uspostavlja jedna nova organizacija (VSOE) s još jednim "Nostalgie Orient-Express" (VSOE) Venice-Simplon-Orient-Express, nostalgični promet na relaciji London-Venedig.
- 1991. - mađioničar David Copperfield čini nestanak jednog 70 tona teškog vagona NIOE Orient-Express-a.
- 2002. - od ljetnog voznog reda vlak vozi pod oznakom EN 262/263 "Orient-Express" između Beča i Pariza.
- 2007. - nakon male promjene voznog reda i stavljanja u promet brzoprometne trase LGV Est européenne 9. kolovoza skraćuje se ruta na "preostali dio" Beč-Strasbourg.
- 2007. - legendarni NIOE Nostalgie-Istanbul-Orient-Express mora prekinuti promet zbog marketinškog spora oko imena do predvidivo 2008., a sudbena odluka će odlučiti o uporabi NIOE + VSOE kao marketinško ime.
- 2017. - filmski remake "Ubojstvo u Orient Expressu"

## Vanjske poveznice
- Pullman orient express (francuski)  Arhivirana inačica izvorne stranice od 19. kolovoza 2003. (Wayback Machine)
- Venice Simplon-Orient-Express (engleski)